# Fubine
Fubine est une commune de la province d'Alexandrie dans le Piémont en Italie. Elle est jumelée avec le village béninois de Sokponta depuis le 16 novembre 2019.

## Administration
| Période                                  | Période  | Identité                 | Étiquette    | Qualité |
| ---------------------------------------- | -------- | ------------------------ | ------------ | ------- |
| 14 juin 2004                             | En cours | Giovanni Battista Baucia | Lista Civica |         |
| Les données manquantes sont à compléter. |          |                          |              |         |

### Communes limitrophes
Altavilla Monferrato, Lu e Cuccaro Monferrato, Felizzano, Quargnento, Vignale Monferrato.

## Personnalités
- Luigi Longo (1900-1980), dit Gallo, homme politique italien et secrétaire du parti communiste italien, né à Fubine.